# Tweede Kamerverkiezingen 1917
De Tweede Kamerverkiezingen 1917 waren algemene Nederlandse verkiezingen voor de Tweede Kamer der Staten-Generaal. Zij vonden plaats op 15 juni 1917.
De verkiezingen werden gehouden na de ontbinding van de Tweede Kamer, nadat een voorstel tot Grondwetsherziening in eerste lezing door Tweede Kamer en Eerste Kamer aangenomen was. De in de Tweede Kamer zitting hebbende partijen spraken af in elkaars districten geen tegenkandidaten te stellen, teneinde de behandeling van de Grondwetsherziening in tweede lezing te faciliteren.
Nederland was verdeeld in 100 kiesdistricten; in elk kiesdistrict werd één lid van de Tweede Kamer gekozen. Om gekozen te worden moest een kandidaat de absolute meerderheid van de in een kiesdistrict uitgebrachte geldige stemmen behalen. In één kiesdistrict was een tweede verkiezingsronde benodigd vanwege het niet-behalen van de absolute meerderheid door een van de kandidaten; voor deze tweede ronde plaatsten zich de twee hoogstgeëindigde kandidaten uit de eerste ronde. De tweede ronde vond plaats op 22 juni 1917.
Deze verkiezingen waren de laatste waarbij de Tweede Kamer gekozen werd volgens het districtenstelsel.

## Uitslag

### Opkomst
|                  | 1913    | 1913      | 1917      | 1917  |
| # stemmen        | %       | # stemmen | %         |       |
| ---------------- | ------- | --------- | --------- | ----- |
| Kiesgerechtigden | 960.596 |           | 1.078.205 |       |
| Niet opgekomen   | 180.225 | 18,76     | 847.895   | 79,64 |
| Opkomst          | 780.371 | 81,24     | 230.310   | 21,36 |

### Verkiezingsuitslag
| partij                                | 1913   | 1917   | +/− |
| partij                                | zetels | zetels | +/− |
| ------------------------------------- | ------ | ------ | --- |
| Algemeene Bond                        | 25     | 25     | 0   |
| Liberale Unie                         | 21     | 21     | 0   |
| Sociaal-Democratische Arbeiderspartij | 16/15  | 15     | 0   |
| Anti-Revolutionaire Partij            | 11     | 11     | 0   |
| Bond van Vrije Liberalen              | 10     | 10     | 0   |
| Christelijk-Historische Unie          | 9      | 9      | 0   |
| Vrijzinnig-Democratische Bond         | 7      | 8      | +1  |
| onafhankelijk c.h.                    | 1      | 1      | 0   |
| vacatures                             | −/1    | 0      | −1  |
| totaal                                | 100    | 100    | 0   |

### Gekozen leden
Bij deze verkiezingen werden 98 leden herkozen.
Onderstaand volgen enkele bijzonderheden:
- in het kiesdistrict Den Helder werd Pieter Oud (VDB) gekozen in de vacature ontstaan door het aftreden van Theo de Meester (LU) in de vorige zittingsperiode;
- in het kiesdistrict Oosterhout was in eerste instantie Augustinus van Rijckevorsel (AB) herkozen. Hij besloot echter zijn benoeming niet te aanvaarden vanwege zijn herbenoeming als voorzitter van de Raad van Beroep in 's-Hertogenbosch.[6] Om in de ontstane vacature te voorzien werd in Oosterhout een naverkiezing gehouden waarbij Van Rijckevorsel alsnog herkozen werd;
- in het kiesdistrict Veendam was in eerste instantie Goswijn Sannes (SDAP) herkozen. Hij besloot echter zijn benoeming niet te aanvaarden vanwege zijn benoeming als griffier van de Raad van Beroep in Rotterdam.[6] Om in de ontstane vacature te voorzien werd in Veendam een naverkiezing gehouden waarbij Sannes alsnog herkozen werd;
- in het kiesdistrict Zutphen was in eerste instantie Franciscus Lieftinck (LU) herkozen. Hij overleed echter op 7 juli 1917 voordat hij geïnstalleerd kon worden. Om in de ontstane vacature te voorzien werd in Zutphen een naverkiezing gehouden waarbij Jan van Gilse (LU) gekozen werd.

De zittingsperiode van de Tweede Kamer ging in op 28 juni 1917 en eindigde op 16 september 1918. Omdat de Grondwetsherziening onder meer een wijziging van het kiesrecht inhield, alsmede de afschaffing van het districtenstelsel, werd reeds in 1918 de Tweede Kamer wederom ontbonden.

## Formatie
Omdat er geen conflict was tussen het kabinet en de Tweede Kamer trad het zittende kabinet niet af.
*1848 · *1850 · **1852 · *1853 · **1854 · **1856 · **1858 · **1860 · **1862 · **1864 · **1866 (I) · *1866 (II) · *1868 · **1869 · **1871 · **1873 · **1875 · **1877 · **1879 · **1881 · **1883 · *1884 · *1886 · *1887 · *1888 · 1891 · *1894 · 1897 · 1901 · 1905 · 1909 · 1913 · *1917 · *1918 · 1922 · 1925 · 1929 · *1933 · 1937 · *1946 · *1948 · 1952 · 1956 · *1959 · 1963 · *1967 · 1971 · *1972 · 1977 · 1981 · *1982 · 1986 · *1989 · 1994 · 1998 · 2002 · *2003 · *2006 · *2010 · *2012 · 2017 · 2021 · *2023
* Algemene verkiezingen in verband met (vervroegde) ontbinding van de Tweede Kamer
** Periodieke verkiezingen in verband met het einde van de zittingstermijn van de helft van de Tweede Kamerleden